# Trikeri
Trikeri (Grieks: Τρίκερι, Tríkeri) is een stad  in Magnesia, Thessalië, Griekenland. Sinds de hervorming van de lokale overheid in 2011 (kallikratis) maakt het deel uit van de gemeente Notio Pilio. Het ligt op het meest westelijke punt van het haakachtige schiereiland Pilion aan de Pagasetische Golf. Het omvat ook de eilanden van Paleo Trikeri (87 inwoners) en Alatás (5 inwoners). De stad zelf heeft 1022 inwoners.
Vanaf 1947 werd het eiland Trikeri tijdens de Griekse burgeroorlog gebruikt als concentratiekamp voor vrouwelijke antifascistische politieke gevangenen. De vrouwen en kinderen waren familieleden van leden van de EAM-ELAS, de verzetskrachten die hadden gevochten tegen de fascistische bezetting tijdens de Tweede Wereldoorlog.
In september 1949 werden politieke activisten uit andere kampen naar Trikeri gestuurd, waardoor het aantal mensen daar toenam tot 4.700.